# Hold (Einheit)
Hold war ein ungarisches Flächenmaß in Siebenbürgen und wurde als landwirtschaftliches Maß verwendet. Es wurde auch Katastral-Hold bezeichnet. Auf dem Land durfte der Privatbesitz nicht mehr als 40 Holds Fläche je Grundeigentümer betragen. Das Maß war durch Österreich beeinflusst.
- 1 Hold = 57,55 Ar